# Edmond Decottignies
Edmond Decottignies (3 de dezembro de 1893, em Comines, Nord - † 3 de junho de 1963) foi um halterofilista francês.
Em 1924, nos Jogos Olímpicos de Paris, ele ganhou o ouro olímpico, com 440 kg no total combinado (70 kg no arranque com uma mão, 92,5 kg no arremesso com uma mão [provas depois abolidas], 77,5 kg no desenvolvimento [movimento-padrão abolido em 1973], 85 kg no arranque e 115 kg no arremesso, com duas mãos).